# Utah Data Center

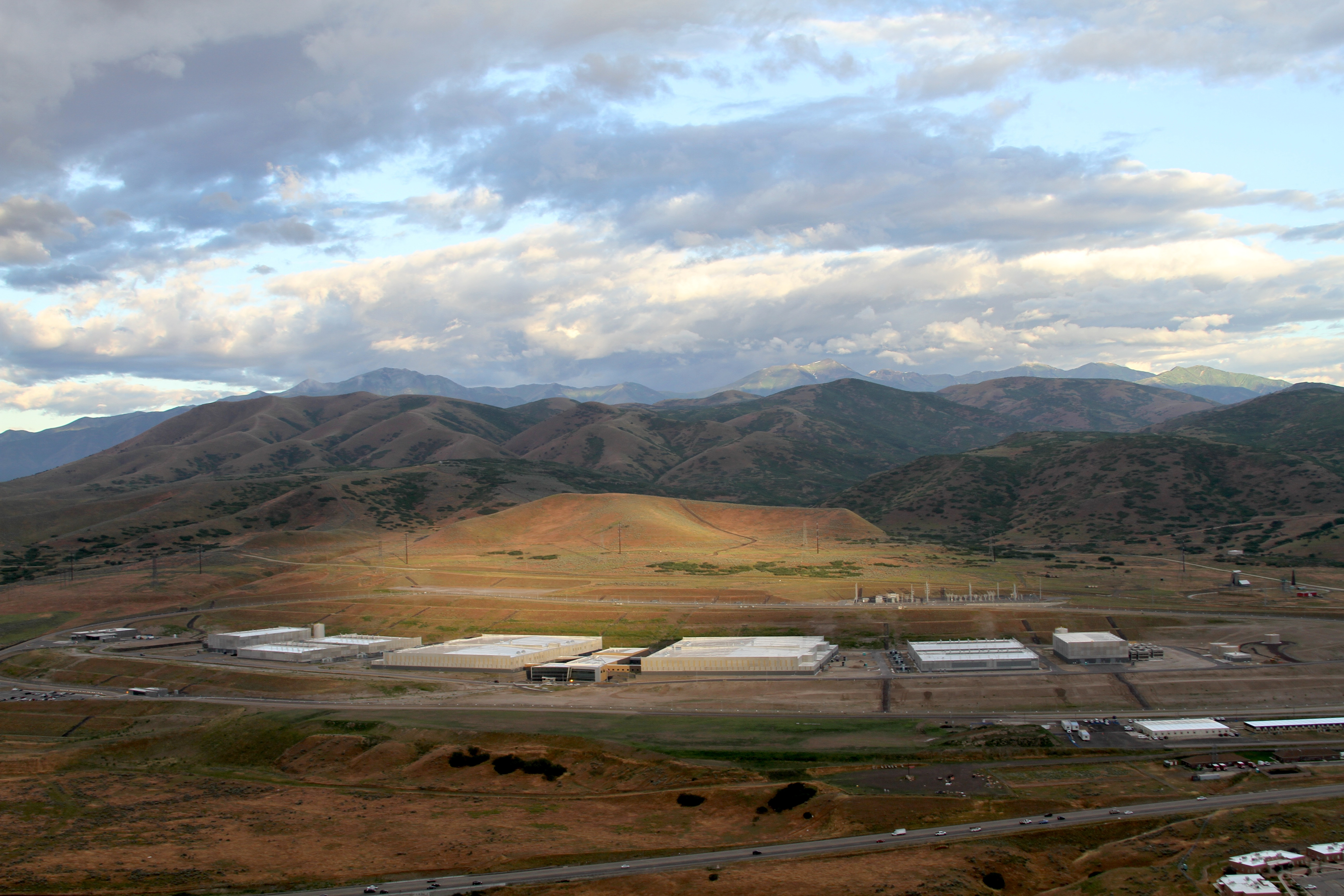
Panorama de l'Utah Data Center, le 27 juin 2014

Le Centre de données de l'Utah (Utah Data Center) est un centre de stockage et de traitement de données géré par la NSA pour le compte de la Communauté du renseignement des États-Unis, qui est opérationnel depuis septembre 2014,,,.
Le centre est installé au Camp Williams, à 40 km au sud de Salt Lake City, dans l'Utah aux États-Unis.

## Présentation
Installé sur l'ancien terrain d'aviation de Camp Williams, un vaste terrain d'entraînement de la Garde nationale, ce site est l'un des 6 data center de la National Security Agency. L'Utah Data Center serait le plus grand centre d'interception des communications des États-Unis, et vraisemblablement du monde.

### Structure
(octobre 2015).
Fin 2013, la surface de la structure était de 100 000 m2,dont 10 000 m2 dédiés aux serveurs informatiques au sein de 4 immeubles et 90 000 m2 pour les espaces techniques et administratifs,,.

Plan conceptuel de l'Utah Data Center

Le coût total de l'installation est estimé à 3,2 milliards de dollars, incluant 1,2 milliard pour la construction et 2 milliards pour les équipements matériels, les serveurs, les logiciels et les systèmes de communication sécurisés.
Le 7 octobre 2013, le Wall Street Journal indique que le datacenter est victime de mystérieuses pannes électriques (10 surtensions en 13 mois). Le projet, dont la puissance requise pour le fonctionnement est estimée à 65 mégawatts, pourrait avoir un an de retard et serait ainsi lancé en septembre 2014

### Capacité de stockage
En juillet 2013, sur la base des plans de la structure, le magazine Forbes estimait la capacité de stockage entre 3 et 12 exaoctets (milliards de gigaoctets), à l'aide de 10 000 racks de serveurs.
À titre de comparaison, le magazine indique que l'intégralité des communications téléphoniques des États-Unis pendant une durée d'un an (estimée à 272 pétaoctets) pourrait être sauvegardée sur un espace représentant à peine 2% de la capacité de stockage des serveurs du centre.

### Données récoltées
Le centre stocke les données issues de satellites, de postes d'écoutes internationaux, de communications téléphoniques, de branchements sur les fournisseurs d'accès internet, etc. Ces informations seront mises à disposition de la NSA, du FBI, de la CIA et d'autres agences dans le but de lutter contre le terrorisme, les cyberattaques ainsi que pour se livrer à de l'espionnage politique et économique à travers le monde,.
Le chef de la Division technique de la CIA, Gus Hunt (en), a déclaré que l'« on s'efforce de collecter tout, et de le conserver pour toujours. ».